# جان بيج (عاملة اجتماعية)
جان بيج (بالإنجليزية: Jean Begg)‏ هي عاملة اجتماعية نيوزيلندية، ولدت في 7 أكتوبر 1886، وتوفيت في 15 فبراير 1971.